# Croton acunae
Espèce
Classification APG III (2009)
Croton acunae est une espèce de plantes à fleurs du genre Croton et de la famille des Euphorbiaceae originaire de Cuba.